# 阿德里安·岡薩雷斯 (1988年)
阿德里安·岡薩雷斯（西班牙語：Adrián González Morales；1988年5月25日—）是一位西班牙足球運動員。在場上的位置是中場。現效力於西乙球隊薩拉戈薩。他也曾效力於桑坦德。